# Fabio Leimer
Fabio Leimer (Rothrist, Suiza; 17 de abril de 1989) es un piloto de automovilismo suizo. Fue campeón de Fórmula Master Internacional en 2009 y GP2 Series en 2013. Además, fue probador en Manor Marussia F1 Team en 2015. Actualmente no participa en ninguna competencia.

## Carrera

### Karting
Al igual que muchos de los pilotos de carreras de hoy, Leimer comenzó su carrera en karting en 2003, cuando ganó el Campeonato Junior de Suiza. Terminó segundo en la misma categoría la temporada siguiente antes de terminar segundo en el Campeonato de Suiza Intercontinental A en 2006.

### Fórmula BMW
En 2006, Leimer se graduó en la Fórmula BMW ADAC en Alemania. Comenzó el año con Team Rosberg, pero terminó la temporada con un equipo diferente, Matson Motorsport. Durante el año, acumuló cuatro puntos para ser clasificado décimo octavo en la clasificación. También compitió en la final de la temporada de la Fórmula BMW World Final, celebrada en Cheste, donde terminó en el decimonoveno lugar.

### Fórmula Renault
Al año siguiente, Leimer se trasladó hasta la Fórmula Renault, tanto en la Eurocopa Formula Renault 2.0 como en el Campeonato Italiano corriendo con Jenzer Motorsport
En la  Eurocopa, anotó puntos en tres carreras y se llevó una sola vuelta más rápida en Donington Park para finalizar el año en el decimoséptimo lugar
En el campeonato italiano, Leimer puntuó en once de las catorce carreras y consiguió dos plazas del podio en Spa-Francorchamps y Cheste, para clasificarse undécimo en la clasificación.

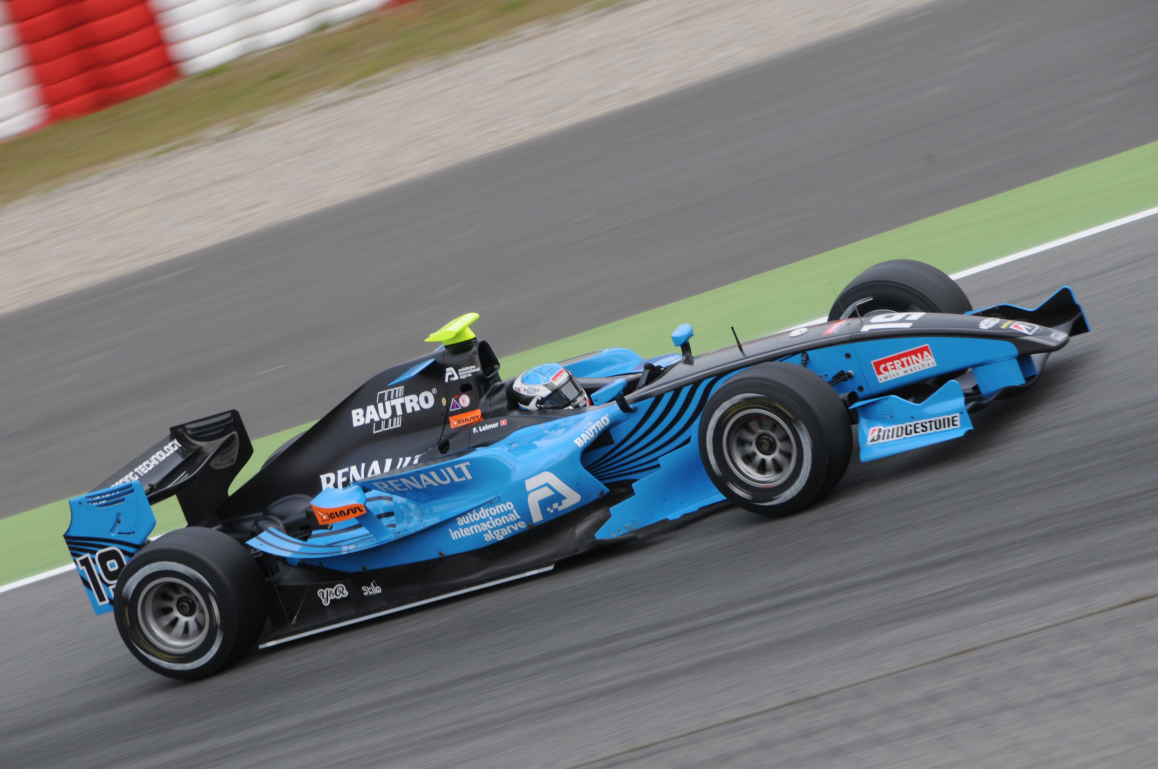
Leimer ganó la carrera de apertura de la temporada 2010 de GP2 Series en Barcelona.

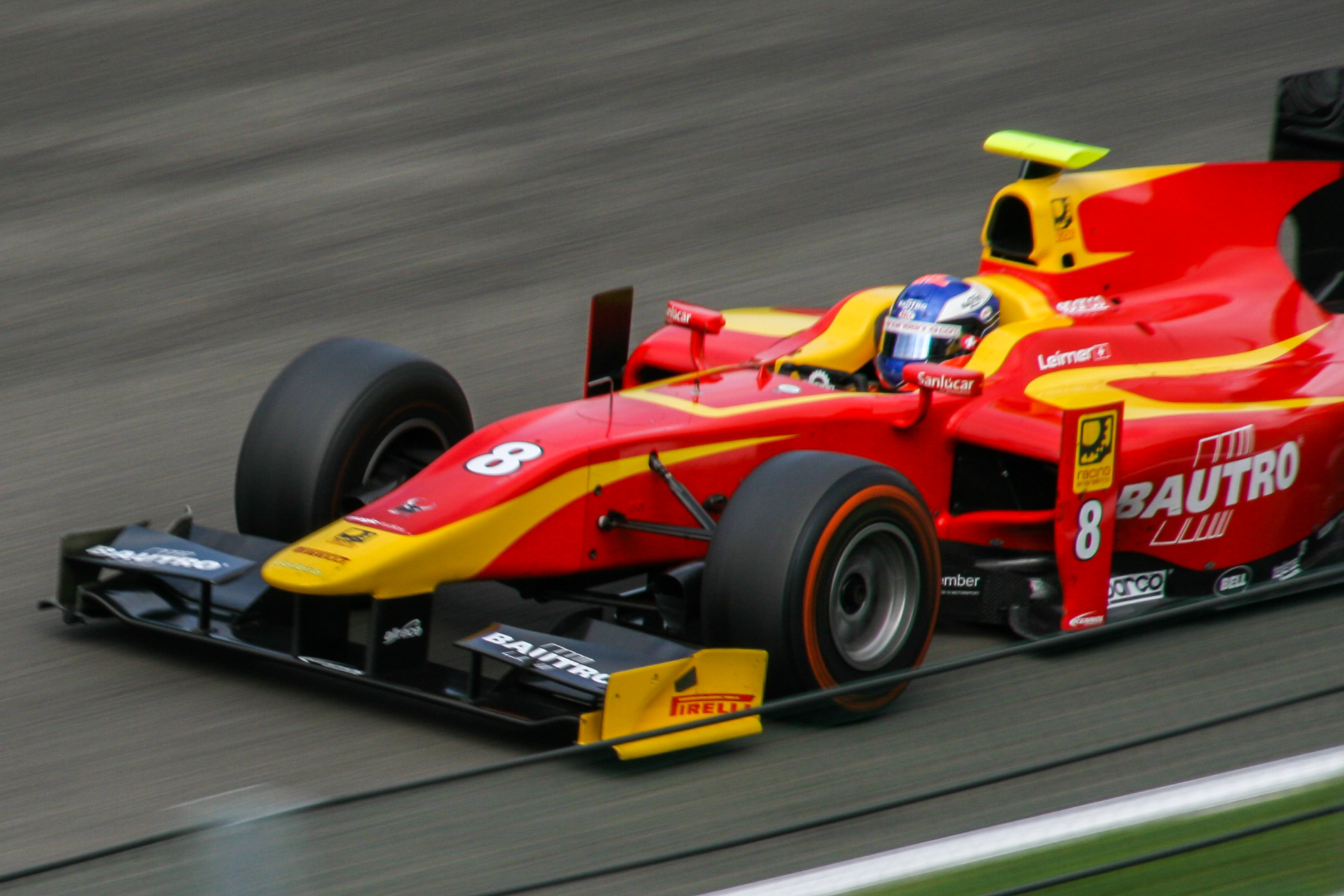
Leimer en GP2 Series 2013.

### Fórmula Master Internacional
En 2008, Leimer progresó hasta la Fórmula Master Internacional, una vez más, corriendo con Jenzer. En una primera temporada muy exitosa, terminó en segunda posición tras Chris van der Drift, consiguiendo tres victorias en Estoril, Imola y Monza junto con otros cinco podios. También le ayudó a Jenzer Motorsport que terminó tercero en la clasificación de las escuderías
Leimer continuó en la serie de 2009, Durante las primeras seis rondas de la temporada, gana carreras en Pau, Valencia, Brno, Brands Hatch y Spa-Francorchamps, este último caso, en apoyo al Gran Premio de Bélgica. Leimer luego se sella el título con su sexta victoria de la temporada, en la séptima ronda en Oschersleben.

### GP2 Series
En la primera ronda de la temporada en Barcelona, Leimer terminó octavo en la carrera principal, un resultado que le dio la pole para la segunda carrera y que le permitió conseguir la victoria. Sin embargo, no anotó ningún punto más en toda la temporada restante, quedándose en un decimonoveno lugar en el campeonato de pilotos. En la temporada 2011 termina 14º en el campeonato con 15 puntos, logrando una victoria y un segundo puesto como resultados más destacados. Al final de la temporada, se proclama vencedor de la Final de GP2 2011 disputada en Abu Dabi. 
En la temporada 2012 termina 7.º sin victorias y una pole position. En su cuarto año en la GP2 Series, Leimer se proclama campeón 2013, con tres victorias y una pole, marcando 191 puntos.

### Carreras de resistencia
Al no conseguir un equipo en Fórmula 1, Leimer fue contratado por Rebellion Racing para competir la temporada 2014 del Campeonato Mundial de Resistencia.

### Vuelta a los monoplazas
Leimer remplazó a Jaime Alguersuari en las dos últimas carreras de la temporada 2014-15 de Fórmula E. En 2015 fue piloto de pruebas de la escudería Marussia.

## Resumen de carrera
| Temporada    | Categoría                                                | Equipo                  | Carreras          | Victorias         | Poles             | VR                | Podios            | Puntos            | Pos.              |
| ------------ | -------------------------------------------------------- | ----------------------- | ----------------- | ----------------- | ----------------- | ----------------- | ----------------- | ----------------- | ----------------- |
| 2006         | Fórmula BMW ADAC                                         | Team Rosberg            | 18                | 0                 | 0                 | 0                 | 0                 | 4                 | 18.º              |
| 2006         | Fórmula BMW ADAC                                         | Matson Motorsport       | 18                | 0                 | 0                 | 0                 | 0                 | 4                 | 18.º              |
| 2007         | Eurocopa Fórmula Renault 2.0                             | Jenzer Motorsport       | 14                | 0                 | 0                 | 1                 | 0                 | 17                | 17.º              |
| 2007         | Formula Renault Italiana 2.0                             | Jenzer Motorsport       | 14                | 0                 | 0                 | 0                 | 2                 | 161               | 11.º              |
| 2008         | Fórmula Master Internacional                             | Jenzer Motorsport       | 16                | 3                 | 1                 | 3                 | 8                 | 79                | 2.º               |
| 2008         | Formula Master Italia                                    | Jenzer Motorsport       | 2                 | 1                 | 1                 | 2                 | 1                 | 48                | 4.º               |
| 2009         | Fórmula Master Internacional                             | Jenzer Motorsport       | 16                | 7                 | 6                 | 12                | 9                 | 106               | 1.º               |
| 2009/10      | GP2 Asia Series                                          | Ocean Racing Technology | 7                 | 0                 | 0                 | 0                 | 0                 | 0                 | 31.º              |
| 2010         | GP2 Series                                               | Ocean Racing Technology | 18                | 1                 | 0                 | 1                 | 1                 | 8                 | 19.º              |
| 2011         | GP2 Series                                               | Rapax Team              | 18                | 1                 | 0                 | 1                 | 1                 | 15                | 14.º              |
| 2012         | GP2 Series                                               | Racing Engineering      | 24                | 0                 | 1                 | 2                 | 6                 | 152               | 7.º               |
| 2013         | GP2 Series                                               | Racing Engineering      | 21                | 3                 | 1                 | 1                 | 6                 | 191               | 1.º               |
| 2014         | Campeonato Mundial de Resistencia de la FIA - LMP1       | Rebellion Racing        | 8                 | 0                 | 0                 | 0                 | 0                 | 19                | 17.º              |
| 2014         | 24 Horas de Le Mans                                      | Rebellion Racing        | 1                 | 0                 | 0                 | 0                 | 0                 | N/A               | NC                |
| 2014–15      | Fórmula E                                                | Virgin Racing           | 2                 | 0                 | 0                 | 0                 | 0                 | 0                 | 32.º              |
| 2015         | Fórmula 1                                                | Manor Marussia F1 Team  | Piloto de pruebas | Piloto de pruebas | Piloto de pruebas | Piloto de pruebas | Piloto de pruebas | Piloto de pruebas | Piloto de pruebas |
| 2016         | Ferrari Challenge Europa                                 | Octane 126              | 5                 | 1                 | 4                 | 2                 | 5                 | 89                | 5.º               |
| 2016         | Ferrari Challenge World Final - Pro                      | Octane 126              | 1                 | 0                 | 0                 | 1                 | 0                 | N/A               | 9.º               |
| 2017         | Campeonato de Nürburgring de Resistencia de la VLN - SP9 | Octane 126 AG           | 1                 | 0                 | 0                 | 0                 | 0                 | 0                 | NC                |
| 2017         | Ferrari Challenge World Final - Pro                      | Octane 126              | 1                 | 1                 | 1                 | 1                 | 1                 | N/A               | 1.º               |
| 2017         | Ferrari Challenge Europa                                 | Octane 126              | 8                 | 1                 | 0                 | 1                 | 6                 | 105.5             | 6.º               |
| 2017         | 24H Series - A6                                          | Octane 126              | 1                 | 0                 | 0                 | 1                 | 0                 | 0                 | NC                |
| Referencias: |                                                          |                         |                   |                   |                   |                   |                   |                   |                   |

## Resultados

### GP2 Asia Series
(Clave) (negrita indica pole position) (cursiva indica vuelta rápida puntuable)

| Año     | Escudería               | 1    | 1    | 2    | 2    | 3    | 3    | 4    | 4    | Pos. | Puntos | Ref.   |
| ------- | ----------------------- | ---- | ---- | ---- | ---- | ---- | ---- | ---- | ---- | ---- | ------ | ------ |
| 2009-10 | Ocean Racing Technology | YMC1 | YMC1 | YMC2 | YMC2 | SAK1 | SAK1 | SAK2 | SAK2 | 31.º | 0      | [ 13 ] |
| 2009-10 | Ocean Racing Technology | 17   | Ret  | Ret  | Ret  | 20   | 15   | Ret  | DNS  | 31.º | 0      | [ 13 ] |
| 2011    | Rapax                   | YMC  | YMC  | IMO  | IMO  |      |      |      |      | 5.º  | 9      | [ 14 ] |
| 2011    | Rapax                   | 10   | 6    | 6    | 2    |      |      |      |      | 5.º  | 9      | [ 14 ] |

### GP2 Series
(Clave) (negrita indica pole position) (cursiva indica vuelta rápida puntuable)

| Año  | Escudería               | 1   | 1   | 2   | 2   | 3   | 3   | 4   | 4   | 5   | 5   | 6   | 6   | 7   | 7   | 8   | 8   | 9   | 9   | 10  | 10  | 11  | 11  | 12  | 12  | Pos. | Puntos | Ref.   |
| ---- | ----------------------- | --- | --- | --- | --- | --- | --- | --- | --- | --- | --- | --- | --- | --- | --- | --- | --- | --- | --- | --- | --- | --- | --- | --- | --- | ---- | ------ | ------ |
| 2010 | Ocean Racing Technology | BAR | BAR | MON | MON | EST | EST | VAL | VAL | SIL | SIL | HOC | HOC | BUD | BUD | SPA | SPA | MNZ | MNZ | YMC | YMC |     |     |     |     | 19.º | 8      | [ 15 ] |
| 2010 | Ocean Racing Technology | 8   | 1   | Ret | 17  | 13  | 15  | Ret | Ret | 17  | 13  | 21† | Ret | Ret | 11  | 12  | Ret | Ret | DNS | Ret | 15  |     |     |     |     | 19.º | 8      | [ 15 ] |
| 2011 | Rapax                   | EST | EST | BAR | BAR | MON | MON | VAL | VAL | SIL | SIL | NÜR | NÜR | BUD | BUD | SPA | SPA | MNZ | MNZ |     |     |     |     |     |     | 14.º | 15     | [ 16 ] |
| 2011 | Rapax                   | Ret | 20  | 8   | 1   | 9   | 7   | Ret | 14  | 15  | 11  | DSQ | 8   | 11  | 11  | Ret | Ret | 7   | 2   |     |     |     |     |     |     | 14.º | 15     | [ 16 ] |
| 2012 | Racing Engineering      | KUA | KUA | SAK | SAK | SAK | SAK | BAR | BAR | MON | MON | VAL | VAL | SIL | SIL | HOC | HOC | BUD | BUD | SPA | SPA | MNZ | MNZ | SIN | SIN | 7.º  | 152    | [ 17 ] |
| 2012 | Racing Engineering      | 4   | 6   | 7   | 12  | 2   | 8   | 12  | 11  | 18  | Ret | 4   | 3   | 14  | 9   | 2   | 4   | 9   | 14  | Ret | 5   | 5   | 2   | 3   | 3   | 7.º  | 152    | [ 17 ] |
| 2013 | Racing Engineering      | KUA | KUA | SAK | SAK | BAR | BAR | MON | MON | SIL | SIL | NÜR | NÜR | BUD | BUD | SPA | SPA | MNZ | MNZ | SIN | SIN | YMC | YMC |     |     | 1.º  | 201    | [ 18 ] |
| 2013 | Racing Engineering      | 1   | 12  | 1   | 9   | 18  | 9   | Ret | 13  | 4   | 15  | 4   | 3   | 4   | 3   | 4   | 5   | 1   | 6   | 5   | 3   | 4   | 3   |     |     | 1.º  | 201    | [ 18 ] |

### Campeonato Mundial de Resistencia de la FIA
(Clave) (negrita indica pole position) (cursiva indica vuelta rápida)

| Año  | Escudería        | Clase | Automóvil          | 1   | 2   | 3   | 4   | 5   | 6   | 7   | 8   | Pos. | Puntos | Ref.   |
| ---- | ---------------- | ----- | ------------------ | --- | --- | --- | --- | --- | --- | --- | --- | ---- | ------ | ------ |
| 2014 | Rebellion Racing | LMP1  | Lola B12/60-Toyota | SIL | SPA | LMS | COA | FUJ | SHA | BHR | SÃO | 17.º | 19     | [ 19 ] |
| 2014 | Rebellion Racing | LMP1  | Lola B12/60-Toyota | Ret | Ret | Ret | Ret | 10  | 8   | 6   | 7   | 17.º | 19     | [ 19 ] |

### Fórmula 1
(Clave) (negrita indica pole position) (cursiva indica vuelta rápida)

| Año         | Escudería              | 1   | 2   | 3   | 4   | 5   | 6   | 7   | 8   | 9   | 10     | 11  | 12  | 13  | 14  | 15  | 16  | 17  | 18  | 19  | Pos. | Puntos |
| ----------- | ---------------------- | --- | --- | --- | --- | --- | --- | --- | --- | --- | ------ | --- | --- | --- | --- | --- | --- | --- | --- | --- | ---- | ------ |
| 2015        | Manor Marussia F1 Team | AUS | MYS | CHN | BHR | ESP | MON | CAN | AUT | GBR | HUN TD | BEL | ITA | SIN | JPN | RUS | USA | MEX | BRA | ABU |      |        |
| Referencia: |                        |     |     |     |     |     |     |     |     |     |        |     |     |     |     |     |     |     |     |     |      |        |